# Theory of Computing
Theory of Computing est une revue scientifique dont les articles sont évalués par les pairs, en  accès libre, qui  couvre des thèmes d'informatique théorique. Le journal a été fondé en 2005 et est publié par le Department of Computer Science de l'université de Chicago. Le rédacteur en chef est László Babai, de l'université de Chicago.
Les thèmes principaux des articles publiés sont l'informatique théorique, la combinatoire, l'information et communication, la recherche opérationnelle et la programmation mathématique.
La revue est référencée par Zentralblatt MATH, DBLP ou MathSciNet, par Scopus, Web of Science, et soutenue par ACM Sigact. 
La revue est publiée uniquement en version électronique. Elle publie un volume par an, composé d'une vingtaine d'articles environ. De plus, la revue publie séparément une série de Graduate Surveys à intervalles irréguliers, des articles de synthèse (par exemple : Shachar Lovett, « Additive Combinatorics and its Applications in Theoretical Computer Science » en 2017).

## Articles liés
- Theory of Computing Systems
- Liste de revues en accès libre